# Мартинюк Аліна Олександрівна
Алі́на Олекса́ндрівна Мартиню́к (* 2000) — українська кікбоксерка. Чемпіонка України; заслужений майстер спорту України.

## З життєпису
Народилась 2000 року; вихованка ДЮСШ № 5. Тренер — Роман Кроль. Представляє місто Рівне.
Здобула бронзову медаль у змаганнях із кікбоксингу ВАКО на Всесвітніх іграх-2022. Тренер, чемпіон світу з кікбоксингу WAKO Роман Кроль відправив вихованку у Гданськ на підготовку, а сам подався до лав ЗСУ.
Восьмиразова чемпіонка України з кікбоксингу WAKO.